# ديجيمون أدفنتشر في تيمر 01

## وصلات خارجية
- ديجيمون أدفنتشر في تيمر 01 على موقع ANN manga (الإنجليزية)